# Józef Kazimierz Stypałkowski
Józef Kazimierz Stypałkowski herbu Poraj – pisarz grodzki lidzki w latach 1771–1792, sędzia grodzki lidzki w latach 1753–1771, łowczy lidzki w latach 1770–1771, skarbnik lidzki w latach 1771–1777, starosta filipowski, rotmistrz orszański.
W 1764 roku był sędzią kapturowym i członkiem konfederacji Wielkiego Księstwa Litewskiego powiatu lidzkiego.
Członek konfederacji 1773 roku. Jako poseł lidzki na Sejm Rozbiorowy 1773-1775, wszedł w skład delegacji wyłonionej pod naciskiem dyplomatów trzech państw rozbiorczych, mającej przeprowadzić rozbiór. 18 września 1773 roku podpisał traktaty cesji przez Rzeczpospolitą Obojga Narodów ziem zagarniętych przez Rosję, Prusy i Austrię w I rozbiorze Polski.